# Francisco Osorto
Francisco Salvador Osorto Guardado (Santa Rosa de Lima, 1957. március 20. – San Salvador, 2023. február 26.) válogatott salvadori labdarúgó, hátvéd.

## Pályafutása
1977 és 1982 között a Santiagueño, 1983–84-ben a Municipal Limeño labdarúgója volt. A CESSA csapatában fejezte be az aktív sportolást. A Santiagueño együttesével egy bajnoki címet szerzett.
Tagja volt az 1982-es spanyolországi világbajnokságon részt vevő csapatnak.

## Sikerei, díjai
Santiagueño
- Salvadori bajnokság
  - bajnok: 1979–80